# Víctor Piñero
Víctor Julián Piñero Borges (Caracas, 10 de mayo de 1923 - Ibidem, 5 de enero de 1975) fue un cantante venezolano apodado El rey del  merecumbé. Muy recordado porque murió cantando sobre un escenario.

## Familia e inicios
Fue el segundo de siete hermanos concebidos por Pablo Julián Piñero y Guillermina Borges. Vivían en la barriada  "El Guarataro", parroquia San Juan, Caracas. En la adolescencia formó una agrupación musical con su hermano mayor, Faustino. Con esta amenizaban fiestas privadas y bares capitalinos y en la vecina ciudad de La Guaira, especialmente el denominado "Tabarín" del barrio Muchinga, el mismo en el que se basó el escritor Guillermo Meneses para su novela La Balandra Isabel llegó esta tarde.
Después participó en otras orquestas como la "Leonard Melody", que dirigía Leonardo Pedroza. Con esta agrupación participa en el programa “Cada minuto una estrella” que transmitía Radio Libertador. A fines de la década de los 40 entra en la orquesta de "Los Hermanos Belisario" y con ellos hace sus primeras grabaciones. También, por esos años el trompetista colombiano Francisco Galán fusiona el merengue colombiano de la costa y la cumbia, ritmo al que llama merecumbé.  Piñero graba con la orquesta de Galán varios temas en ese ritmo y entonces comienzan a llamarlo el "Rey del Merecumbé”.

## Consolidación
En 1957, el director de la Sonora Matancera, Rogelio Martínez lo escuchó cantar y le ofreció un contrato. Piñero aceptó y un año después se convirtió en el primero y único venezolano que grabó con la Sonora Matancera. De esas grabaciones de 1958 destacan los temas "Río Manzanares" (de José Antonio López), "Maquinolandera" (de Margarita Rivera), "No Quiero Nada Con Su Mujer" (de Porfi Jiménez) y "Puente Sobre El Lago" (de Antonio Masirubi), todas grabadas para el sello Seeco el 23 de Enero de 1958, mismo día en que era derrocado el Dictador de Venezuela Marcos Pérez Jiménez. A mediados de 1958 ya estaba de regreso en Caracas. Graba con la orquesta Sonora Caracas y después ingresa a la recién creada orquesta Los Melódicos. En Cuba graba apoyando al maestro Billo Frómeta (vetado en ese momento en Venezuela), el disco titulado Carnival with Billo para el sello Sonus y los músicos fueron seleccionados bajo la ayuda del maestro Bebo Valdés y contó con la dirección artística del sr. Johnny Quirós; para 1959 hace parte de la orquesta de “Chucho” Sanoja; con Los Peniques de Jorge Beltrán hace una antológica grabación, luego tras su segunda pasantía con Los Melódicos forma su propia orquesta al que llamó Los Caribes de Víctor Piñero Integrada por: José Velásquez: Director y saxofonista.; Gonzalo Chacón, Gustavo Palma y José Martínez: saxofonistas: Carmelo Álvarez, Alejandro Ramos y Héctor Poleo: trompetistas; Félix Tovar: Contrabajista; Roberto González: pianista.; Sebastián Antón: guitarrista; Andrés F. Vegas: baterista; Héctor Ramón Ramos:  bongocero; Víctor Piñero, Nelo Cienfuegos y Trino Boscán:  cantantes. Lamentablemente esa experiencia duró muy poco y disolvió la orquesta. En 1965 ingresa al Combo Gigante de Emilita Dago hasta que en 1968 regresa por tercera y última vez a Los Melódicos y allí se queda hasta la fatídica madrugada del 5 de Enero de 1975, donde murió.

## Muerte
Es común escuchar a muchos artistas del espectáculo decir: "Quiero morir como murió Víctor Piñero". Piñero se encontraba amenizando un baile con los Melódicos en el Hotel Intercontinental Tamanaco de Caracas en la noche del 4 al 5 de enero de 1975. Ya en horas de la madrugada y al terminar de cantar su tema Yo quiero verla esta Noche caminó hacia un lateral del escenario, tomó unas maracas y las movió mientras tarareaba una canción. Se sintió mal, se tambaleó y uno de los músicos impidió que cayera al suelo. Lo sentaron en una silla, oculta del público y llamaron a un médico, quien le dijo a Renato Capriles, director de Los Melódicos, que ya Víctor se había ido. De todos modos lo llevaron a una clínica cercana donde, en efecto, Piñero ingresó sin signos vitales.
Hubo una versión que circuló por varias décadas, resultando falsa; que Piñero supuestamente había muerto cantando el porro Las Pilanderas del colombiano José Barros; fue una publicación de un periodista en la revista Venezuela Gráfica que creó ese mito.
Cuenta Oscar García Urrego, pianista, arreglista y director musical de Los Melódicos en ese año 1975, y pianista y director musical de la orquesta Khardon Band Internacional desde el año 2016 al periodista y comunicador social Carlos Arango, uno de los mayores conocedores de la historia musical del género tropical bailable, que Víctor Piñero ya se venía sintiendo mal con dolores en el pecho, los cuales combatía con la puesta de unos "parches porosos" que Manolo Monterrey le recomendó comprar en la farmacia y los cuales Víctor usó hasta el día de su muerte. 
Obviamente esos dolores de pecho que Víctor Piñero estaba sintiendo en sus últimos días eran el infarto que estaba ya anunciando que pronto cobraría su vida.